# Bruchtzig
Das Gebiet Bruchtzig war ein 81 Hektar großes Landschaftsschutzgebiet auf dem Gebiet der Stadt Ettlingen und der Gemeinde Malsch im Landkreis Karlsruhe in Baden-Württemberg. Es wurde am 15. Oktober 1962 ausgewiesen. Mit der Ausweisung des größeren Landschaftsschutzgebiets Kinzig-Murg-Rinne zwischen Ettlingen und Malsch am 11. Dezember 2001 wurde die Verordnung aufgehoben und das Landschaftsschutzgebiet in das neue Schutzgebiet integriert.
Es umfasste einen bewaldeten Sandrücken in der Kinzig-Murg-Rinne südlich von Bruchhausen zwischen dem Buchtzigsee und dem Hurstsee.